# PGM Hecate II
PGM Hécate II — французька великокаліберна снайперська гвинтівка, що виробляється компанією PGM Précision.
Для стрільби з Hecate II застосовуються гвинтівкові патрони калібру .50 BMG (12,7 × 99 мм). Технічно являє собою 7-зарядну гвинтівку з поздовжньо-ковзним поворотним затвором.
Гвинтівка комплектується оптичним прицілом.

## Оператори
- Франція
- Естонія — на озброєнні з 2007 року.
- Польща[2]
- Латвія[3]
- Словенія[4]
- Австрія — стоїть на озброєнні поліцейського спецпідрозділу EKO Cobra.